# Zilișteanca
Zilișteanca – wieś w Rumunii, w okręgu Buzău, w gminie Poșta Câlnău. W 2011 roku liczyła 778 mieszkańców.